# Шпанија на Европском првенству у атлетици у дворани 2013.
Шпанија је учествовала на 32. Европском првенству у дворани 2013 одржаном у Гетеборгу, Шведска, од 28. фебруара до 3. марта. Ово је било тридесет друго Европско првенство у атлетици у дворани од његовог оснивања 1970. године на којем је Шпанија учествовала, односно учествовала је на свим такмичењима до данас. Репрезентацију Шпаније представљало је 26 спортиста (18 мушкараца и 8 жена) који су се такмичили у 14 дисциплина (8 мушких и 6 женских).
На овом првенству Шпанија је заузела 6 место по броју освојених медаља са 4 освојених медаље (једна златна и три сребрне). У табели успешности према броју и пласману такмичара који су учествовали у финалним такмичењима (првих 8 такмичара) Шпанија је са 10 учесника у финалу заузела 9. место са 44 бода.
Поред освојених медаља спортисти Шпаније оборили су два лична рекорда и остварили три најбоља личана резултата сезоне.

## Учесници
| Мушкарци: - Самуел Гарсија — 400 м - Марк Ујакпор — 400 м - Франсиско Ролдан — 800 м - Луис Алберто Марко — 800 м - Кевин Лопез — 800 м - Давид Бустос — 1.500 м - Артуро Касадо — 1.500 м - Алваро Родригез — 1.500 м - Роберто Алаиз — 3.000 м - Хуан Карлос Игеро — 3.000 м - Карлос Алонсо — 3.000 м - Jackson Quiñónez — 60 м препоне - Франсиско Хавијер Лопез — 60 м препоне - Juan Ramón Barragán — 60 м препоне - Жан Мари Окуту — Скок удаљ - Винсенте Докаво — Троскок - Хосе Емилио Белидо — Троскок - Борха Вивас — Бацање кугле | Жене: - Аури Лорена Бокеса — 400 м - Наталија Родригез — 1.500 м - Исабел Масијас — 1.500 м - Паула Гонзалез — 3.000 м - Тереса Урбина — 3.000 м - Рут Беитија — Скок увис - Патрисија Сарапио — Троскок - Урсула Руиз — Бацање кугле |  |

## Освајачи медаља (4)

### Злато (1)
- Рут Беитија — Скок увис

### Сребро (3)
- Кевин Лопез — 800 м
- Хуан Карлос Игеро — 3.000 м
- Исабел Масијас — 1.500 м

## Резултати

### Мушкарци
| Атлетичар               | Дисциплина   | Лични рекорд | Квалификације   | Квалификације   | Полуфинале            | Полуфинале            | Финале                | Финале       | Детаљи |
| Атлетичар               | Дисциплина   | Лични рекорд | Резултат        | Место           | Резултат              | Место                 | Резултат              | Место        | Детаљи |
| ----------------------- | ------------ | ------------ | --------------- | --------------- | --------------------- | --------------------- | --------------------- | ------------ | ------ |
| Самуел Гарсија          | 400 м        | 47,24        | 47,76           | 5. у гр. 1      | Нису се квалификовали | Нису се квалификовали | Нису се квалификовали | 14 / 21 (23) |        |
| Марк Ујакпор            | 400 м        | 46,49        | 47,89           | 5. у гр. 4      | Нису се квалификовали | Нису се квалификовали | Нису се квалификовали | 16 / 21 (23) |        |
| Франсиско Ролдан        | 800 м        | 1:47,19      | 1:49,10 кв      | 3. у гр. 5      | 1:50,27               | 4. у гр. 2            | Није се квалификовао  | 8 / 26 (28)  |        |
| Луис Алберто Марко      | 800 м        | 1:46,96      | 1:50,75 КВ      | 1. у гр. 3      | 1:49,96 КВ            | 3. у гр. 2            | 1:51,69               | 6 / 21 (23)  |        |
| Кевин Лопез             | 800 м        | 1:46,06      | 1:51,52 КВ      | 2. у гр. 2      | 1:48,56 КВ            | 1. у гр. 1            | 1:48,69               |              |        |
| Давид Бустос            | 1.500 м      | 3:38,41      | 3:39,90 КВ      | 2. у гр. 1      |                       |                       | 3:40,14               | 8 / 24       |        |
| Артуро Касадо           | 1.500 м      | 3:38,13      | 3:43,33 КВ      | 2. у гр. 3      | 3:39,36 ЛРС           | 5 / 24                |                       |              |        |
| Алваро Родригез         | 1.500 м      | 3:38,06      | 3:49,10         | 7. у гр. 2      | Није се квалификовао  | 24 / 24               |                       |              |        |
| Роберто Алаиз           | 3.000 м      | 7:53,99      | 7:55,82 КВ      | 3. у гр. 2      | 7:55,12               | 7 / 20 (22)           |                       |              |        |
| Хуан Карлос Игеро       | 3.000 м      | 7:48,46      | 7:55,98 КВ      | 2. у гр. 2      | 7:50,26               |                       |                       |              |        |
| Карлос Алонсо           | 3.000 м      | 7:57,60      | дисквалификован | дисквалификован | Није се квалификовао  | Није се квалификовао  |                       |              |        |
| Jackson Quiñónez        | 60 м препоне | 7,52 НР      | 7,70 КВ, ЛРС    | 3. у гр. 2      | 7,72                  | 3. у гр. 2            | Нису се квалификовали | 11 / 26 (27) |        |
| Франсиско Хавијер Лопез | 60 м препоне | 7,80         | 7,75 КВ, ЛР     | 3. у гр. 1      | 7,88                  | 8. у гр. 1            | Нису се квалификовали | 16 / 26 (27) |        |
| Juan Ramón Barragán     | 60 м препоне | 7,82         | 7,93            | 6. у гр. 4      | Није се квалификовао  | Није се квалификовао  | Није се квалификовао  | 25 / 26 (27) |        |
| Жан Мари Окуту          | Скок удаљ    | 7,79         | 7,65            | 9. у гр. Б      |                       |                       | Нису се квалификовали | 14 / 25      |        |
| Винсенте Докаво         | троскок      | 16,61        | 16,46           | 12.             | 12 / 21 (22)          |                       | Нису се квалификовали |              |        |
| Хосе Емилио Белидо      | троскок      | 16,37        | 16,24           | 17.             | 17 / 21 (22)          |                       | Нису се квалификовали |              |        |
| Борха Вивас             | Бацање кугле | 20,18        | 19,30           | 17.             | 17 / 24               |                       | Нису се квалификовали |              |        |

### Жене
| Атлетичарка        | Дисциплина   | Лични рекорд | Квалификације | Квалификације | Полуфинале            | Полуфинале            | Финале                | Финале          | Детаљи |
| Атлетичарка        | Дисциплина   | Лични рекорд | Резултат      | Место         | Резултат              | Место                 | Резултат              | Место           | Детаљи |
| ------------------ | ------------ | ------------ | ------------- | ------------- | --------------------- | --------------------- | --------------------- | --------------- | ------ |
| Аури Лорена Бокеса | 400 м        | 53,25        | 53,61         | 3. у гр. 4    | Нису се квалификовале | Нису се квалификовале | Нису се квалификовале | 13 / 20         |        |
| Наталија Родригез  | 1.500 м      | 4:06,35      | 4:12,25 КВ    | 1. у гр. 1    |                       |                       | Није стартовала       | Није стартовала |        |
| Исабел Масијас     | 1.500 м      | 4:08,80      | 4:14,72 КВ    | 1. у гр. 3    | 4:14,19               |                       |                       |                 |        |
| Паула Гонзалез     | 3.000 м      | 9:01,37      | 9:17,76       | 8. у гр. 1    | Нису се квалификовале | 14 / 17 (18)          |                       |                 |        |
| Тереса Урбина      | 3.000 м      | 9:09,50      | 9:23,65       | 7. у гр. 2    | Нису се квалификовале | 16 / 17 (18)          |                       |                 |        |
| Рут Беитија        | Скок увис    | 2.01 НР      | 1,92 кв       | 1.            | 1,99 ЛРС              |                       |                       |                 |        |
| Патрисија Сарапио  | Троскок      | 14,00        | 13,85 КВ      | 8.            | 14,07 ЛР              | 5 / 19 (21)           |                       |                 |        |
| Урсула Руиз        | Бацање кугле | 17,63        | 17,46 кв      | 8.            | 17,22                 | 8 / 16                |                       |                 |        |